# Hernán Bernardello
Hernán Darío Bernardello, né le 3 août 1986 à Rosario, est un footballeur argentin jouant au poste de milieu récupérateur.

## Biographie
En fin de contrat avec Almeria, Bernardello se joint à l'Impact de Montréal le 23 juillet 2013. Il devient le second joueur désigné de l'histoire du club montréalais après Marco Di Vaio.
Malgré les offres de l'Impact pour prolonger son contrat, Bernardello quitte le club québécois le 30 juin 2014 pour rejoindre le CD Cruz Azul et le Mexique. Après deux années loin du Canada, il fait son retour au sein de la franchise montréalaise le 24 juillet 2016, venant renforcer le milieu de terrain de la formation québécoise. Après une bonne fin de saison 2016, ses performances sont décevantes en 2017. Ne parvenant pas à trouver un accord avec le club, il quitte Montréal à l'issue de la saison pour rejoindre son club formateur des Newell's Old Boys.

## Statistiques
| Saison                | Club                  | Championnat           | Championnat | Championnat | Coupe(s) nationale(s) | Coupe(s) nationale(s) | Compétition(s) continentale(s) | Compétition(s) continentale(s) | Compétition(s) continentale(s) | Coupe du monde des clubs | Coupe du monde des clubs | Séries | Séries | Total | Total |
| Saison                | Club                  | Division              | M.          | B.          | M.                    | B.                    | Comp.                          | M.                             | B.                             | M.                       | B.                       | M.     | B.     | M.    | B.    |
| 2006-2007             | Newell's Old Boys     | D1                    | 20          | 0           | .                     | .                     | -                              | -                              | -                              | -                        | -                        | -      | -      | 20    | 0     |
| 2007-2008             | Newell's Old Boys     | D1                    | 29          | 0           | .                     | .                     | -                              | -                              | -                              | -                        | -                        | -      | -      | 29    | 0     |
| 2008-2009             | Newell's Old Boys     | D1                    | 33          | 3           | .                     | .                     | -                              | -                              | -                              | -                        | -                        | -      | -      | 33    | 3     |
| 2009-2010             | UD Almería            | D1                    | 35          | 0           | 1                     | 0                     | -                              | -                              | -                              | -                        | -                        | -      | -      | 36    | 0     |
| 2010-2011             | UD Almería            | D1                    | 33          | 1           | 5                     | 0                     | -                              | -                              | -                              | -                        | -                        | -      | -      | 38    | 1     |
| 2011-2012             | UD Almería            | D2                    | 32          | 1           | 3                     | 0                     | -                              | -                              | -                              | -                        | -                        | -      | -      | 35    | 1     |
| 2012-2013             | Club Atlético Colón   | D1                    | 25          | 1           | 1                     | 0                     | CS                             | 1                              | 0                              | -                        | -                        | -      | -      | 27    | 1     |
| 2013                  | Impact de Montréal    | MLS                   | 8           | 0           | -                     | -                     | LCC                            | 1                              | 0                              | -                        | -                        | 1      | 0      | 10    | 0     |
| 2014                  | Impact de Montréal    | MLS                   | 10          | 0           | 4                     | 0                     | -                              | -                              | -                              | -                        | -                        | -      | -      | 14    | 0     |
| 2014-2015             | CD Cruz Azul          | Primera               | 8           | 0           | 0                     | 0                     | LCC                            | 3                              | 0                              | 1                        | 0                        | -      | -      | 12    | 0     |
| 2014-2015             | Newell's Old Boys     | D1                    | 18          | 0           | 1                     | 0                     | -                              | -                              | -                              | -                        | -                        | -      | -      | 19    | 0     |
| 2015-2016             | Deportivo Alavés      | D2                    | 13          | 1           | 0                     | 0                     | -                              | -                              | -                              | -                        | -                        | -      | -      | 13    | 1     |
| 2016                  | Impact de Montréal    | MLS                   | 12          | 1           | 0                     | 0                     | -                              | -                              | -                              | -                        | -                        | 5      | 0      | 17    | 1     |
| 2017                  | Impact de Montréal    | MLS                   | 22          | 0           | 2                     | 0                     | -                              | -                              | -                              | -                        | -                        | -      | -      | 24    | 0     |
| Total sur la carrière | Total sur la carrière | Total sur la carrière | 288         | 8           | 17                    | 0                     | -                              | 6                              | 0                              | 1                        | 0                        | 6      | 0      | 318   | 8     |

## Palmarès
Impact de Montréal
- Vainqueur du Championnat canadien en 2014

 Deportivo Alavés
- Segunda División : 2015-2016

 CA Belgrano
- Champion d'Argentine de deuxième division en 2022